# Bureau of Intelligence and Research

Siegel des Bureau of Intelligence and Research

Das Bureau of Intelligence and Research (INR) (dt.: Amt für Geheimdienstinformation und Forschung) ist der Nachrichtendienst des Außenministeriums der Vereinigten Staaten. Das INR wurde 1946 gegründet und untersteht direkt dem Außenminister.

## Organisation und Auftrag
Das INR ist nur eine sehr kleine, aber dennoch effektive Abteilung innerhalb des US-Außenministeriums mit etwa 170 Analysten und hat den Auftrag, mit nachrichtendienstlichen Mitteln Informationen zu sammeln und auszuwerten. Dabei bündelt es Informationen für die Politik der US-Regierung und koordiniert und unterstützt Geheimdienstaktivitäten im Ausland sowie Einsätze anderer US-Sicherheitsbehörden.

## Rekrutierung und Personal
Die meisten Mitarbeiter werden direkt von Universitäten angeworben und sind Experten ihrer jeweiligen Fachrichtung. In der Regel sind die Mitarbeiter dem INR nur auf Zeit zugeordnet, durchlaufen also während ihrer Beschäftigung beim State Department auch andere Abteilungen.

## Geschichte

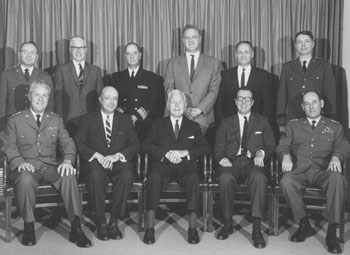
Das United States Intelligence Board, 28. April 1965.
Sitzend (L-R): Lt. Gen. Joseph F. Carroll, USAF, DIA; Lt. Gen. Marshall S. Carter, Deputy Director of Central Intelligence (DDCI); John McCone, Director of Central Intelligence (DCI); Thomas L. Hughes, INR-Direktor; Lt. Gen. Gordon A. Blake, USAF, Direktor der NSA
Stehend (L-R): Maj. Gen. Jack E. Thomas, Beobachter der USAF; Brockway McMillan, Unterstaatssekretär der USAF (vom DCI eingeladen); RADM Rufus L. Taylor, Beobachter der US-Navy; Charles H. Reichardt, Repräsentant der US-Atomenergiekommission; Alan H. Belmont, Vertreter des FBI-Direktors; Brig. Gen. Charles J. Denholm, Beobachter der US-Army

Das INR war ursprünglich die Forschungs- und Analyse-Abteilung des Office of Strategic Services (OSS) und wurde 1946 kurz nach dem Ende des Zweiten Weltkrieges dem US-Außenministerium unterstellt. Damit hat der Dienst beispielsweise nur ein Zehntel der Personalstärke der Analyseabteilung der CIA.
Im Mai 2004 veröffentlichte das National Security Archive einen Geheimbericht des INR, der 1969 vom Weißen Haus in Auftrag gegeben und von Thomas Hughes erstellt wurde. In dieser Analyse wurde die politische und militärische Strategie der USA im Vietnamkrieg bemängelt. Durch dieses freigegebene Zeitdokument wurden starke Parallelen zur Handhabung der Irakkrise augenfällig.
Im Juli 2004 kritisierte der Geheimdienstausschuss des US-Senats (Senate Select Committee on Intelligence) die Leistung der US-Geheimdienste in der Vorkriegsphase des Irakkrieges scharf, wobei aber das INR ausdrücklich davon ausgenommen wurde, sondern – im Gegenteil – noch bestätigt wurde, dass dieser Dienst exemplarisch gute Ergebnisse geliefert hätte.